# Glinica (województwo śląskie)
Glinica (niem. Glinitz) – wieś w Polsce położona w województwie śląskim, w powiecie lublinieckim, w gminie Ciasna. Początki wioski sięgają początku XII wieku.
W latach 1975–1998 miejscowość administracyjnie należała do województwa częstochowskiego.
W okresie międzywojennym w miejscowości stacjonowała placówka Straży Granicznej I linii „Glinica”.

## Nazwa
Nazwa pochodzi od słowa glina i odnosi się do właściwości terenu, na którym zostało położone. W 1295 w kronice łacińskiej Liber fundationis episcopatus Vratislaviensis (pol."Księdze uposażeń biskupstwa wrocławskiego") miejscowość wymieniona jest pod staropolską nazwą Glinicza.
W alfabetycznym spisie miejscowości na terenie Śląska wydanym w 1830 roku we Wrocławiu przez Johanna Knie wieś występuje pod polską nazwą Glinice oraz nazwą niemiecką Glinitz.

## Historia
Od końca XVIII w. wieś posiadała pieczęć gminną, na której wizerunku przedstawiono dzban między dwoma drzewami.